# 三兄弟联盟
三兄弟联盟，又称兄弟会联盟，是若开军、緬甸民族民主同盟軍及德昂民族解放军于2019年6月组建的军事联盟。
2021年緬甸軍事政變后，该组织因武装对抗缅甸军政府而在2023年声名鹊起。三支武装组织最初对政变保持缄默，但于2021年3月发表声明重申联盟的存在。缅甸内战期间，该组织主要在若開邦和掸邦北部作战。2023年10月27日，联盟发起1027行動，对掸邦北部军政府发动攻势。

## 背景
2016年，随着缅甸西部若开邦罗兴亚人与缅甸军方支持的佛教极端分子之间的紧张关系加剧，缅甸政府开始了种族灭绝运动，将罗兴亚平民驱逐出若开邦。若开罗兴亚救世军（ARSA）武装分子袭击缅甸警察哨所后，紧张局势达到沸点。若开军于2010年初与克钦独立军并肩作战，在冲突死灰复燃后恢复了在若开邦的军事行动，并于2018年对若开邦的缅军发动了数次袭击。
2021年政变之前，德昂民族解放军主要针对掸邦北部的缅甸国防军进行局部行动。尽管德昂民族解放军成立于2009年，比缅甸其他民族武装组织成立时间更短，但它得到了德昂人民的支持，以及克钦独立军和佤邦联合军等其他民族武装组织的军事支持。政变之前，德昂民族解放军经常与掸邦重建委员会就掸邦北部的控制权发生冲突。
缅甸民族民主联盟军是代表缅北果敢族人民的民族武装组织。政变之前，该组织参与了缅军和德昂民族解放军之间的零星冲突，但最终于2019年与缅军签署了停火协议。
缅北联合阵线是由四个反叛组织——缅甸民族民主同盟军、若开军、德昂民族解放军和克钦独立军组成的联盟，成立于2016年，旨在参与同缅甸政府的和谈。

## 组成
三兄弟联盟成立于2019年6月，当时若开军与缅军在若开邦激战，缅甸民族民主同盟军和德昂民族解放军在掸邦发动攻势。最初，该联盟通俗地称为“兄弟会联盟”。值得注意的是，克钦独立军没有加入，而克钦独立军是FPNCC政府和平谈判的一部分。三兄弟联盟的首次袭击发生在掸邦和曼德勒。这一攻势于2019年9月上旬停止，联盟发表声明称与缅甸政府举行了和谈。双方进一步进行和平谈判，确定了为期一个月的停火，持续至2019年10月8日。停火协议使得民族民主同盟军的进一步行动得以暂停，直到2021年政变爆发。然而，尽管三兄弟联盟将停火期限延长至2020年，但若开军与缅军之间在若开邦的冲突仍在继续。
停火持续到2020年3月。尽管如此，缅军还是于3月23日宣布若开军为恐怖组织。随着停火协议的延长，该组织于2020年5月发布了另一份声明，敦促缅军尊重若开邦的停火协议。 2020年7月，新的和谈取得成果，若开军和三兄弟联盟开始与缅甸政府进行和谈。缅军和若开军于2020年11月签署停火协议，此后，该组织巩固了对若开邦大部分地区的控制，并表现得像一个事实上的国家。到2021年，军政府与三兄弟联盟成员之间没有发生任何冲突。

## 政变后的行动
三兄弟联盟是2021年2月政变后少数没有立即向军政府宣战的反叛组织之一。正因为如此，军政府优先考虑与该联盟进行谈判。3月初，军政府将若开军从恐怖组织名单中删除，试图在其他反叛组织开始反抗政府时获得支持。然而，若开军发言人Khine Thu Khahe对缅军针对抗议者的行为表示遗憾，称其“非常残忍且不可接受”。政变后，德昂民族解放军和缅甸民族民主同盟军也没有立即与缅军发生任何冲突——军政府部队反而从掸邦北部调兵到缅甸东南部镇压叛乱分子，从而使两个组织（特别是德昂民族解放军）能够在掸邦北部行使事实上的控制权。
2021年3月29日，三个团体在Facebook上发布反对军政府的声明。该联盟是这三个组织首次针对军政府采取的公开行动。三个组织在声明中表示，他们将“重新评估单方面停火”。 2021年4月10日，联盟首次袭击军政府部队后，停火协议破裂。在这次袭击中，三兄弟联盟部队伏击了掸邦北部瑙孟的一个警察哨所，造成14名警察死亡。一小时后，缅军重新控制了警察哨所，此时三兄弟联盟部队早已撤离。
2021年此后时间里，军政府和三兄弟联盟之间的冲突相对较少。相反，缅甸民族民主同盟军和德昂民族解放军利用休息时间训练部队，并秘密援助曼德勒当地的人民保卫军。三兄弟联盟还发表声明，谴责军政府在丹郎战役中针对平民的行为。在若开邦，若开军利用多年来的首次机会和平控制了若开邦的大部分地区，并于8月宣布他们控制了该邦三分之二以上的地区。
2021年底，缅甸民族民主同盟军袭击掸邦北部的Ei Nie村后，果敢爆发冲突。缅甸民族民主同盟军还记录了2021年11月与缅军发生的126起冲突事件，冲突从7月开始升级。大约在那个时候，该联盟开始积蓄力量。
12月，军政府军队在边境小镇纳潘（Namphan）空投了约500名伞兵，该镇由缅甸民族民主同盟军控制。100多名缅军士兵在袭击中丧生，其余士兵被迫逃离。这次突袭标志着自政变以来缅军对三兄弟联盟成员的首次重大袭击，标志着缅甸民族民主同盟军对Namphan的事实控制。德昂民族解放军秘书达崩觉表示，这次袭击巩固了三兄弟联盟对军政府的敌对立场。
2022年2月，若开邦孟都镇区爆发小规模冲突，导致军政府对若开军所属区域进行镇压。作为回应，若开军拒绝参加和谈。五个月后的2022年7月，军政府对克伦民族联盟管辖地区的一个防空基地发动空袭，杀死 6 名防空兵。作为回应，防空军在孟都伏击了缅军士兵，造成4人死亡。这些冲突在8月至11月期间不断升级，若开邦的9个镇区发生了100场战斗。 36个缅军前哨基地被摧毁，其中 31个位于孟都北部。缅军于11月发起反攻，造成大量平民伤亡。11月26日签署休战协议。
与此同时，民族民主同盟军和德昂民族解放军利用2022年的和平来巩固对地区的控制并储存武器。德昂民族解放军没有对军政府部队发动任何重大袭击，但确实发动了小规模袭击以显示权力。
2023年，三兄弟联盟加大了对军政府的抵制力度，谴责2023年缅甸大选是一场骗局，尽管军政府承诺为多个团体提供宪法保护。在军事上，三兄弟联盟开始逐渐加大对克伦尼民族保卫军等其他武装团体的支持。德昂民族解放军还于2023年5月在政府军控制地区腊戍发起了一次短暂的征兵突袭。

## 1027行动
三兄弟联盟于2023年10月27日在掸邦北部发动大规模攻势，这次行动被称为“1027行动”。此次行动是对军政府对克钦独立军控制的克伦邦拉咱镇进攻失败的回应，该进攻于10月初失败。进攻失败后，军政府发动空袭，造成了29人死亡的拉咱惨案，其中大部分是儿童。在1027行动中，三兄弟联盟占领了清水河镇，摧毁了掸邦北部山区的数十个军政府基地。腊戍、兴威和贵概等城市也爆发了冲突，这是开战以来这些城市的首次大规模战斗。这次行动得到了其他反叛组织的赞扬和支持，例如曼德勒的人民保卫军、克伦尼民族人民解放阵线和缅甸民族团结政府。